# وستلند ولویند (بالگرد)
بالگرد وستلند ولویند(به انگلیسی: Westland Whirlwind) یک نسخه بریتانیایی از سیکورسکی اچ-۱۹ چیکساو ایالات متحده بود. این هواگرد در نیروی دریایی سلطنتی بریتانیا در نقش های ضد زیردریایی و جستجو و نجات خدمت می کرد.

## مشخصات فنی (ولویند HAS.7)
داده‌ها از Westland Aircraft since 1915 
ویژگی‌های عمومی
- خدمه: 2 خلبان
- طول: ۴۱ فوت ۸ ۱⁄۲ اینچ (۱۲٫۷۱۳ متر)
- ارتفاع: ۱۵ فوت ۷ ۱⁄۲ اینچ (۴٫۷۶۳ متر)
- وزن خالی: ۵٬۹۹۳ پوند (۲٬۷۱۸ کیلوگرم)
- بیشترین وزن برخاست: ۷٬۸۰۰ پوند (۳٬۵۳۸ کیلوگرم)
- پیشرانه: ۱ عدد موتور شعاعی ۱۴ سیلندر دو ردیفه Alvis Leonides Major 755, ۷۵۰ اسب بخار (۵۶۰ کیلووات)
- قطر روتور اصلی:  ۵۳ فوت ۰ اینچ (۱۶٫۱۵ متر)
- مساحت روتور اصلی: ۲٬۲۰۵ فوت مربع (۲۰۴٫۹ متر مربع)

عملکرد
- حداکثر سرعت: ۱۰۹ مایل بر ساعت (۱۷۵ کیلومتر بر ساعت، ۹۵ گره)
- بُرد: ۳۳۴ مایل (۵۳۸ کیلومتر، ۲۹۰ مایل دریایی) [۲]
- حداکثر ارتفاع: ۱۳٬۰۰۰ فوت (۴٬۰۰۰ متر)
- نرخ صعود: ۹۱۰ فوت بر دقیقه (۴٫۶ متر بر ثانیه)

تسلیحات

- 1x Mark 30 یا Mark 44 torpedo یا خرج عمقی (carried in place of dipping sonar)

### کتابشناسی - فهرست کتب
- James, Derek M. Westland Aircraft since 1915. London: Putnam Aeronautical Books, 1991. شابک ‎۰−۸۵۱۷۷−۸۴۷-X.
- Sturtivant, R; Ballance, T (1994). The Squadrons of The Fleet Air Arm. تن‌بریج, کنت (انگلستان), UK: Air-Britain (Historians) Ltd. ISBN 0-85130-223-8.
- Thetford, Owen. British Naval Aircraft since 1912. London:Putnam, 1978. شابک ‎۰−۳۷۰−۳۰۰۲۱−۱.
- "Wings Over the Gulf: The Qatari Emiri Air Force". Air International, September 1988, Vol. 35, No. 3. pp. 135–144.